# نصب موتى الحرب العالمية الثانية (البرازيل)
نصب موتى الحرب العالمية الثانية (Monumento Nacional aos Mortos da Segunda Guerra Mundial) المعروف باسم «النصب التذكاري لباكينهاس» هو نصب تذكاري للجنود البرازيليين الموتى خلال الحرب العالمية الثانية، يقع في حديقة إدواردو غوميز في خليج غوانابارا، في مدينة ريو دي جانيرو بالبرازيل.
يقع في متنزه فلامنجو (المعروف أيضًا باسم أتيرو دو فلامنغو وباركي إدواردو غوميس)، في حي فلامنغو في ريو دي جانيرو، البرازيل.